# Il convito
Il convito és una òpera en dos actes composta per Domenico Cimarosa sobre un llibret italià de Filippo Livigni. S'estrenà al Teatro San Samuele de Venècia el carnestoltes de 1782. El 1784 es representà a Frankfurt com Der Schmaus.
Commedia dell'arte en estat pur. Set personatges al voltant d'una taula amb un únic objectiu: casar-se amb una persona rica. Estàtues que parlen, animes de difunts amb mascares que oculten els rostres dels personatges i que propicien unions no desitjades: l'amo casat amb la serventa, la vídua rica casada amb el mort de gana, la dama abandonada amb el cavaller que l'havia abandonat.... En definitiva, l'engany no arriba mai a bon lloc. Més d'una hora d'argument còmic entre cants, ironies, acudits i embolics de tota mena, consta de dos actes amb una durada d'aproximadament 35 minuts cadascun.

## Argument
Massimo, home poc il·lustrat i molt vanitós, ha organitzat un sopar a casa seva per trobar el millor partit per casar-se. L'escena comença amb Massimo presumint davant del mirall (Trio: Che grazia, che figura) quan entra Eleonora, que li comunica que busca venjar-se del seu promès, el comte Polidoro per haver-la abandonat per una vídua rica i inestable, Alfonsina. Eleonora promet a Massimo que es casarà amb ell si mata el comte en duel (Ària: Se mi piace il mio contino). Checco', criat de Massimo, intenta fer-li veure que només pot sortir-ne perdent (Ària: La madama, a quel che dice). Entren el comte, Alfonsina, que es plany constantment per la pèrdua del seu marit Barbalò (Duo: Ombra bella ed amorosa), i la seva criada Lisetta, que intenta convèncer la seva mestressa que es casi amb el comte (Ària: Già so che fra di voi). Entra Massimo, que, maldestrament, intenta seduir Alfonsina. Aquesta pateix la mania d'exigir a tothom que facin el que ella vol, així que el comte i Massimo competeixen per la seva atenció ballant, rient i saltant segons els ho ordena (Trio: scorrer, o Dio). Entra el Cavaliere del Lampo, que s'ha convidat a si mateix per menjar, beure i, si pot ser, trobar una noia per passar l'estona (Cavatina: Vezzosette donne belle i ària: Qual falcon).
Alfonsina, dubtosa entre Massimo i Polidoro demana a ambdós que li escriguin una carta d'amor. El comte aprofita per a amenaçar Massimo amb una pistola per què escrigui una carta insultant. Massimo intenta explicar la situació a Alfonsina (ària: Questa carta) sense èxit i Alfonsina pateix un atac de còlera, paròdia de les escenes de bogeria de l'opera seria (ària: son Didone abbandonata). El comte es vanta del seu èxit quan entren Massimo i Eleonora, que li anuncia que ha aconseguit un campió que la vengi al camp de batalla. Polidoro contesta desafiant que no té por de cap rival (Ària: Adesso che in campo). Eleonora, gens convençuda que Massimo pugui guanyar el duel, demana ajuda al Cavaliere. Massimo, que vol evitar l'enfrontament, fa el mateix amb Checco. Aquí s'inicia el finale del primer acte (Sono in mar, non vedo sponde). El comte descobreix que el seu rival és Massimo però ambdós decideixen no batre’s i fingir el combat, un cop convençuda Eleonora de marxar del camp de batalla. Alfonsina entra en escena portant dues pistoles i demanant al comte que mati Massimo per venjar el seu honor (Caro se vuoi sposarmi). El «duel» es veu interromput per l'entrada del Cavaliere del Lampo, vestit de Barbalò (Alto, fermatevi) que reclama que el comte no es casi amb Alfonsina. Poc després, Eleonora i Lisetta entren anunciant que un fantasma ha aparegut. El fantasma en qüestió és Checco, vestit també de Barbalò (Da quel fiume fatal d'Acheronte), que ordena que Massimo es casi immediatament amb Alfonsina. L'acte acaba enmig de la confusió general.
El segon acte comença amb Checco explicant a Lisetta l'embolic anterior (Ària: Amore e gelosia). Prossegueix la festa (Cor: A buer, a buer, a buere, Ària: Cuando montava in sella). Malgrat que Alfonsina està absolutament confosa sobre què fer, Massimo interpreta que es vol casar amb ell (Ària: cuciniate cucinieri). Eleonora, mentrestant explica que no té cap esperança de recuperar el comte (Ària: In petto degli amanti). Alfonsina decideix anar a pregar a les estàtues d'Amor i Himeneu per a aclarir qui ha de triar per marit. El comte, que ho sent, convenç el Cavaliere (que també persegueix Alfonsina), per a disfressar-se d'estàtues i espantar-los (Quartet: Amore mio bellissimo). Mentrestant, Checco i Lisetta busquen els seus respectius amos, i el primer aprofita per fer proposicions a la segona, però ella respon que mai ha tingut gaire interès en l'amor (Ària: Non sono di quelle). El comte, perseguint Alfonsina, convenç a Eleonora per trobar-se al jardí a la nit i reconciliar-se però amb la intenció d'ajuntar-la amb el Cavaliere del Lampo, a qui ha convençut que Alfonsina l'esperarà al jardí quan sigui fosc. El Cavaliere, mentrestant, fa gala de la seva habilitat com a seductor (Ària: Del Cavalier del Lampo). Alfonsina, mentrestant, ha perdut completament el seny i fuig pel jardí convençuda que és al regne dels morts i Barbalò l'està esperant (Recitatiu: Dove son, Ària: Cara voce). Comença el final del segon acte (Umidetta e tenebrosa) on el Cavaliere espera Alfonsina en la foscor, a qui busquen Massimo i Lisetta i el comte s'ho mira amagat mentre Eleonora el busca. Enmig de la foscor es s'acaben formant tres parelles: Lisetta i Massimo (que creu que és Alfonsina), Eleonora i el comte (que creu el mateix) i Alfonsina i el Cavaliere. Tots es juren fidelitat fins que Checco encén el llum (Signori cosa fate?). El Cavaliere, Alfonsina, Eleonora i Lisetta estan encantats, el comte i Massimo empipadíssims. Checco conclou que són tots un grapat de bojos per tancar.

## Representacions
Es va estrenar pel carnestoltes de 1782 seguint un encàrrec del Teatro San Samuele de Venècia. La comissió fou el resultat de l'èxit del seu dramma giocoso Giannina e Bernardone que havia escrit un any abans per al mateix teatre.
El dia de l'estrena, l'èxit va ser tan gran i el públic va aplaudir de forma tan entusiasta, que després de la representació Cimarosa va ser acompanyat fins a l'hotel amb la llum de les torxes. Altres produccions van tenir lloc de seguida a Praga (1782), Trieste (1783), Dresden (1783 com a Das Gastmahl), Niça (1783) i Frankfurt (1784 com a Der Schmaus). Aviat, també es va poder verue a Varsòvia, Madrid, Mannheim, Salzburg, Marsella, Lisboa i, per acabar en la seva època, a París (1803).
Des de llavors només hi ha hagut dues actuacions d'Il convito. La primera feta per l'Estudi Líric de Cortona, Itàlia, al Teatre Signorelli el 1994. I la segona, la que ha representat l'estrena a Catalunya de l'òpera, feta per Òpera Jove 17 de febrer de 2017 al Teatre Municipal de Girona, dirigida per Jordi Piccorelli.